# Strandskogen
Strandskogen este o arie protejată (arie specială de conservare — SAC, sit de importanță comunitară — SCI) din Suedia întinsă pe o suprafață de 158,2 ha, integral pe uscat.

## Localizare
Centrul sitului Strandskogen este situat la coordonatele 56°48′49″N 16°35′11″E / 56.8137°N 16.5864°E.

## Înființare
Situl Strandskogen a fost declarat sit de importanță comunitară în ianuarie 2002 pentru a proteja 1 specie de animale. Situl a fost protejat și ca arie specială de conservare în martie 2011.

## Biodiversitate
Situată în ecoregiunile boreală și marină baltică, aria protejată conține 5 habitate naturale: Recifuri, Păduri caducifoliate bătrâne naturale hemiboreale fino-scandinave (Quercus, Tilia, Acer, Fraxinus sau Ulmus) bogate în specii epifite, Mlaștini turboase de tranziție și turbării mișcătoare, Bancuri de nisip acoperite în permanență slab de apă marină, Păduri de stejar sau de stejar și carpen sub-atlantice și medio-europene de Carpinion betuli.
La baza desemnării sitului se află o specie protejată de  nevertebrate: Vertigo angustior.